# Dumbarton Oaks Papers
La Dumbarton Oaks Papers (sigla: DOP) è una rivista specialistica nel campo della bizantinistica pubblicata dalla Harvard University Press a cura della Dumbarton Oaks Research Library and Collection. È considerata nel suo ambito una delle più importanti pubblicazioni periodiche scientifiche.  
Fondata nel 1941, interruppe le pubblicazioni durante la seconda guerra mondiale. Nel 1946 queste vennero riprese, sia pure con cadenza irregolare. A partire dalla metà degli anni '50 le pubblicazioni sono divenute a carattere annuale. Inizialmente il giornale pubblicava lavori di ricercatori della Dumbarton Oaks Research Library and Collection; in seguito ha accolto contributi anche esterni. 